# Левек, Альфонс
Альфонс (Фонс) Левек (люкс. Alphonse (Fons) Leweck; род. 16 декабря 1981) — люксембургский футболист.
На протяжении большей части карьеры игрок люксембургского клуба «Этцелла» из города Эттельбрук, как и его младший брат Шарль. Провёл за команду почти двести матчей и забил 40 мячей. 14 февраля 2002 года дебютировал в составе национальной сборной Люксембурга и выступал в её составе на протяжении семи лет.
Вошёл в историю люксембургского футбола как автор забитого на 5-й добавленной минуте единственного гола в ворота сборной Беларуси (13 октября 2007 г.), благодаря которому сборная Люксембурга одержала первую победу в официальных матчах за 12 лет (с сентября 1995 г.). 10 сентября 2008 года Альфонс забил ещё один победный мяч, в ворота сборной Швейцарии (итоговый счёт 2:1).
Завершил выступления на высшем уровне в 2014 году, после чего ещё четыре сезона выступал за клуб третьей лиги люксембургского футбола «Эрпельданж».